# Kelly Piper
Kelly Piper (1950 - 2009) est une actrice américaine.

## Biographie
Elle est née le 1er septembre 1950 et est décédée à New York le 4 décembre 2009.

## Filmographie
- 1980 : Maniac : infirmière
- 1982 : Vice Squad : Blue Chip
- 1983 : Riding Fast : Carol
- 1983 : Cocaine: One Man's Seduction (en) : Toni Baylor
- 1985 : Les deux font la paire (Scarecrow and Mrs. King)
- 1986 : Rawhead Rex, le monstre de la lande : Elaine Hallenbeck